# Serious Sam
Serious Sam is een computerspelreeks van first-person shooters ontwikkeld door het Kroatische Croteam. De spellen gebruiken door Croteam ontwikkelde engines.
Het spel volgt "Serious Sam" Stone in zijn strijd tegen de beruchte buitenaardse opperheerser Mental, die erop uit is de mensheid te vernietigen. De spellen kenmerken zich door een groot aantal vijanden die in groepen en meerdere golven aanvallen. Verspreid door de levels liggen wapens, munitie en pillen die de levensbalk van de speler weer aanvullen.

## Spellen in de reeks
Serious Engine
- Serious Sam: The First Encounter (2001)
- Serious Sam: The Second Encounter (2002)

Serious Engine 2
- Serious Sam II (2005)

Serious Engine 3
- Serious Sam 3: BFE (2011)
- Serious Sam 4: Planet Badass (2019)
- Serious Sam: Siberian Mayhem (2022)

Remakes
- Serious Sam HD: The First Encounter (2009)
- Serious Sam HD: The Second Encounter (2010)

Serious Sam collection(first encounter,second encounter, and Serious Sam 3. on the nintendo switch